# Jean-Baptiste Dominique Rolland
Pour les articles homonymes, voir Rolland.
Jean-Baptiste Dominique Rolland est un homme politique français né le 31 juillet 1753 à Rémilly (Trois-Évêchés) et mort le 29 novembre 1821 au même lieu.

## Biographie
Avocat au Parlement de Metz, Jean-Baptiste Dominique Rolland devient juge sous la Révolution et président du tribunal de district de Fauquemont. Il est député de la Moselle de 1791 à 1792, siégeant avec les modérés. Il est élu député au Conseil des Cinq-Cents le 23 germinal an VI (12 avril 1798). Rallié au coup d'État du 18 Brumaire, il est nommé président du tribunal civil de Sarreguemines puis conseiller à la cour d'appel de Metz en 1811. Il est de nouveau député de la Moselle en 1815, pendant les Cent-Jours, puis de 1818 à 1821, siégeant à gauche, dans l'opposition à la Restauration.

## Sources
- « Jean-Baptiste Dominique Rolland », dans Adolphe Robert et Gaston Cougny, Dictionnaire des parlementaires français, Edgar Bourloton, 1889-1891 [détail de l’édition]